# 버블배스

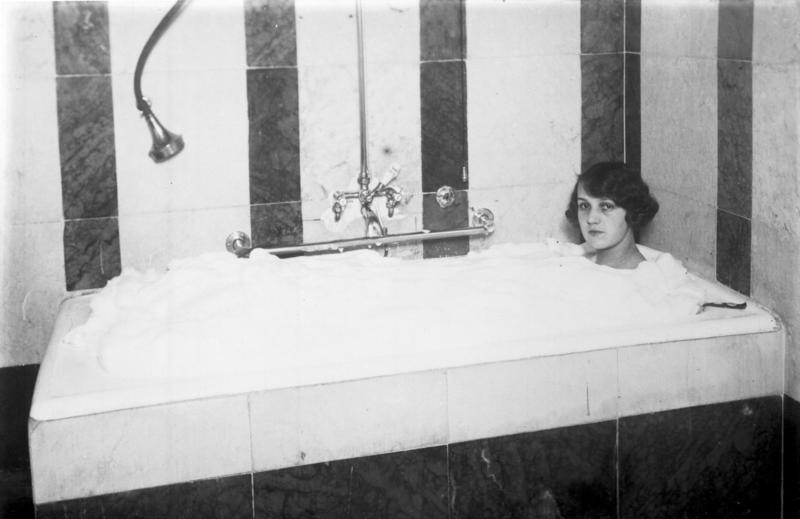
1930년 2월 베를린에서 버블배스 중인 한 여성

버블배스(bubble bath) 또는 거품 욕조는 물 표면에 비눗방울층이 있는 채워진 욕조이다. 덜 일반적으로, 폭기 또는 탄산 욕조를 버블배스라고 한다.
버블배스(사진 참조)를 위해 만든 물 위 거품은 거품이 나는 계면활성제가 포함된 제품을 물에 추가하고 일시적으로 교반하여(종종 욕조에 물이 떨어지면서) 공기를 공급함으로써 얻을 수 있다. 이 방법은 피부를 깨끗하게 하고, 거품이 목욕물을 보온하여 더 오랫동안 따뜻하게 유지하고, (라임 비누 분산제로서) 욕조 아래에 침전물이 쌓이는 것을 방지하거나 줄인다는 믿음 때문에 개인 목욕에 널리 사용된다. 목욕하는 사람의 몸을 숨겨 정숙함을 유지할 수도 있고, 연극이나 영화에서는 실제로 옷을 입은 연기자가 정상적으로 목욕하는 것처럼 보이게 할 수도 있다. 아이들은 종종 거품 목욕을 좋아하기 때문에 욕조에 들어가고 싶은 유혹을 받는다.
이러한 목적을 위한 계면활성제 제제는 그 자체로 버블 폼, 버블배스라고 불리며 목욕 강화제에 일반적인 추가 목적을 위한 성분을 함유하는 경우가 많다. 훨씬 더 높은 농도(예: 수건에 사용)로 사용되는 이러한 제제(특히 액체 형태)는 피부나 모발을 씻는 데에도 사용될 수 있으므로 때때로 복합 목적으로 판매된다. 일부 경우에는 이러한 목적으로 또는 욕조에 비누 찌꺼기가 생기는 것을 방지하기 위한(거품이 있거나 없는) 손 세탁용 가정용 순한 세제도 라벨에 표시되어 있다.

## 같이 보기
- 목욕
- 목욕 소금